# Macang
Macang is een bestuurslaag in het regentschap Karangasem van de provincie Bali, Indonesië. Macang telt 1242 inwoners (volkstelling 2010).